# فيلا دو كوندي
فيلا دو كوندي هي مدينة من مدن البرتغال. يبلغ عدد سكانها 79533 نسمة وذلك حسب إحصائيات سنة 2011.

## توأمة
لفيلا دو كوندي اتفاقيات توأمة مع كل من:
- منديلو
- فيرول
- أوليندا
- لي كانيت
- بورتاليغري
- مانسوا
- مقاطعة لوبانا

## أعلام
- سالفادور أغرا
- هيلدر بوستيغا
- جواو مورايس
- أندريه أندريه
- خوسيه أزيفيدو
- فابيو كوينتراو